# Canon van de geneeskunde

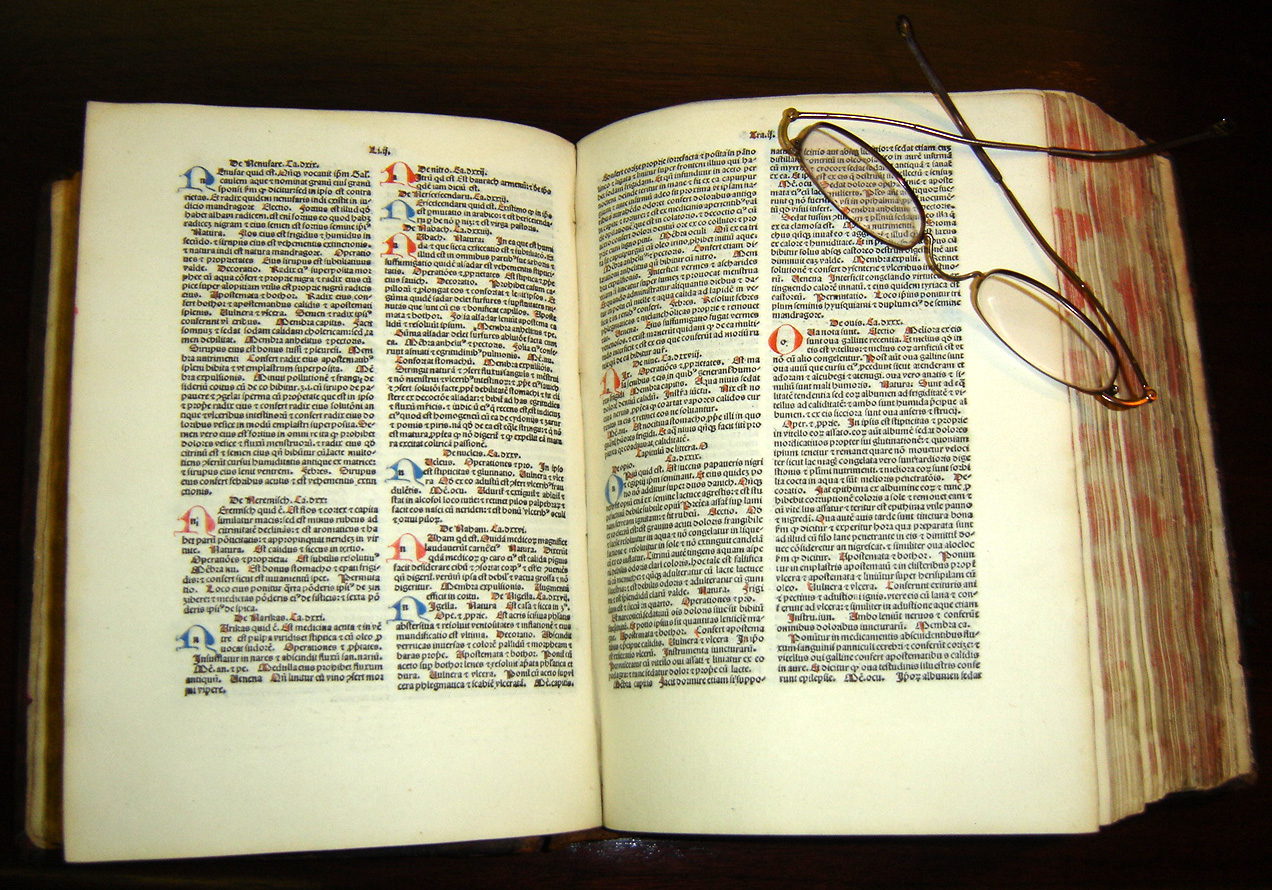
Kopie van de Canon in het Latijn uit 1484

De Canon van de geneeskunde of de Canon der medicijnen (Arabisch: Al-Qanun fi al-Tibb) is een boek uit de 11e eeuw, geschreven door de Perzische wetenschapper Avicenna (Ibn Sina).
In de geschiedenis van de geneeskunde wordt het als een zeer belangrijk boek beschouwd. Het boek behoorde in de Middeleeuwen, samen met de werken van Galenus, tot de standaardwerken voor medici in Europa.